# 楚雄府
楚雄府，中国明、清时设立的府。

楚雄府在云南省的位置（1820年）

明洪武十五年（1382年）改威楚路置，治所在楚雄县（今云南省楚雄市）。领二州，五县，（ 五個縣：楚雄縣，廣通縣，定遠縣，定邊縣和堮嘉縣）属云南省。清朝康熙八年（1669年），省嘉县入南安州。雍正七年（1729年），定边县改隶蒙化府。乾隆三十五年（1770年），姚安府废，姚州和大姚县归属楚雄府。领三州：南安州、镇南州、姚州，四县：楚雄县、广通县、定远县、大姚县。辖境相当今云南省楚雄、南华、牟定、双柏、南涧等市县地。1913年废。

## 延伸阅读
[在维基数据编辑]
 《欽定古今圖書集成·方輿彙編·職方典·楚雄府部》，出自陈梦雷《古今圖書集成》